# Kovács Máté (könyvtáros)
Kovács Máté (Hajdúszoboszló, 1906. november 11. – Budapest, 1972. augusztus 29.) magyar könyvtáros, művelődéspolitikus.

## Életpályája
Ötgyermekes parasztcsalád első gyermekeként született. Édesapja Kovács Máté és édesanyja Korpás Lídia földművesek. Édesapja az I. világháborúban, 1914-ben hősi halált halt.
Tanulmányait a helyi református elemi iskolában kezdte, majd a polgári fiúiskolában folytatta. Jó tanuló volt, ezért tanárai javaslatára a felsőbb osztályokat a debreceni Fazekas Mihály Főreáliskolában végezte, ott érettségizett 1925-ben. Ezt követően a Tisza István Tudományegyetem (ma Debreceni Egyetem) Bölcsészettudományi Karán magyar-francia szakra jelentkezett. A Francia Tanszék professzora, Hankiss János nagyra értékelte kiváló tehetségét és szorgalmát, külföldi ösztöndíjra tett javaslatában úgy jellemezte, hogy „típusa a feltörekvő, őstehetséggel megáldott alföldi embernek,... Tudományos érdeklődését különösen a modern szépirodalom tanulmányozása köti le.” Professzora ajánlására több alkalommal (1927-28-ban, 1929-30-ban) részesült franciaországi ösztöndíjban. Végzős egyetemistaként a Debreceni Egyetemi Könyvtárban gyakornokoskodott, s bekapcsolódott a Nyári Egyetem munkájába is.
Tanári oklevele megszerzése után, 1931. szeptemberétől a nyíregyházi Evangélikus Reálgimnázium, majd 1934. szeptemberétől egy fél évig a Városi Fiú Felső Kereskedelmi Iskola tanáraként ténykedett, emellett bekapcsolódott a város szellemi életébe is. A Bessenyei Körben több irodalmi és művelődéstörténeti előadást tartott, tehetséggondozásban vállalt szerepe is jelentős.
Debreceni kapcsolatai is megmaradtak: részt vett a Nyári Egyetem munkájában, mint az intézmény szervező titkára, valamint tagja maradt a Csokonai Körnek és az Ady Társaságnak, s rendszeresen publikált a Debreceni Szemlében.
1935 februárjától a debreceni Fazekas Mihály Főreáliskola tanára lett, majd 1938-tól az Egyetem Tanárképző Intézetének Gyakorló Gimnáziumában tanított, közben nyelvi lektorként és tanársegédként a Francia Intézetben is dolgozott. Az 1930-as évek második felére polgári értelemben vett egzisztenciát tudott teremteni, családot alapított. Felesége Török Ilona, gyermekeik Ágnes, Ilona és Máté.
Tanári és tudományos munkájának elismeréseként 1943-ban a debreceni Tankerületi Főigazgatóságnál kapott kinevezést, majd néhány hónap múlva az Országos Köznevelési Tanács munkatársa lett Budapesten.
Kovács Máté, aki népi származásából és plebejus meggyőződéséből következően korábban elsősorban népművelési, pedagógiai vonatkozásban foglalkozott a magyar parasztság problémáival, 1944 után, mint a Nemzeti Parasztpárt tagja és országgyűlési képviselője aktív politikusként kapcsolódott be a közéletbe. A Keresztury Dezső által vezetett Vallás- és Közoktatásügyi Minisztérium pedagógiai, illetve elnöki főosztályát vezette, majd a minisztérium államtitkáraként a művelődéspolitika és köznevelés újjászervezésén dolgozott. Munkájának köszönhető a nyolcosztályos általános iskolai oktatás bevezetése, a dolgozók iskoláinak megszervezése, az iskolán kívüli népművelés intézményrendszerének megalapozása és a korszerű vidéki közművelődési könyvtárhálózat kiépítésének kezdeményezése.
A politikai szereplést 1948-ban befejezte. Ezt követően a debreceni Egyetemi Könyvtár igazgatója (1949-1956), és a Magyar Tudományos Akadémia Könyvtárának egyik vezetője lett (1952-1953). Igazgatósága idején, 1952-től törvényerejű rendelet értelmében a Debreceni Egyetemi Könyvtár teljes körű köteles példány gyűjtőhellyé, lényegében nemzeti könyvtári rangú intézménnyé emelkedett. Vezetésével és közreműködésével született meg az 1956. évi 5. sz. törvényerejű rendelet a könyvtárügy szabályozásáról, mely a hazai könyvtári fejlődés egyik alapdokumentuma. Hét esztendő alatt a könyvtárban dolgozók száma megduplázódott, a könyvállomány háromszorosára nőtt, elérte a milliós nagyságrendet. 1956-ra a korábbi évekhez képest megsokszorozódott a beiratkozott olvasók száma és az általuk használt művek volumene.
Kovács Máté a Debreceni Egyetemi Könyvtár igazgatójaként vált a hazai könyvtárügy vezéregyéniségévé. Kovács Máté tagja volt az Országos Könyvtári Tanácsnak, majd ő töltötte be az Országos Könyvtárügyi és Dokumentációs Tanács elnöki tisztét, debreceni igazgatósága alatt évekig irányította az MTA Könyvtárának munkáját is. Irodalomtörténészi ambícióit feladva a hazai könyvtárügy elméleti és szervezési kérdéseivel foglalkozott, utóbb kandidátusi értekezését is a magyar könyv- és kultúra kérdéseiről írta. Ő kapott megbízást a tervezett Magyar Enciklopédia szerkesztésére (1954-1957). Mint vérbeli pedagógus lelkén viselte a magyar könyvtáros utánpótlás képzésének ügyét.
1956-ban meghívást kapott az Eötvös Loránd Tudományegyetem Könyvtártudományi Tanszékének vezetésére, ahol másfél évtizeden át irányította az egyetemi szintű könyvtáros képzést és tanította a jövendő könyvtárosok százait. Professzorsága idején fokozatosan újjászervezte, átalakította a képzés tananyagát, tantervét, az oktatás metodikáját, nagyobb hangsúlyt fektetett a képzés gyakorlati jellegére, a korszerű szakirodalmi tájékoztatás igényeinek megfelelő módszerek bevezetésére. Tanítványai, munkatársai előtt gyakran hangoztatta a nyelvtanulás fontosságát. A Tanszék oktatóit ösztönözte és segítette tudományos munkájukban. A hallgatókkal szemben magas igényeket támasztott, de ugyanakkor gondoskodott arról, hogy az ismeretek megszerzéséhez minden támogatást megkapjanak.
Alkotóereje teljében, 1972. augusztus 29-én a Könyvtáros Egyesületek Nemzetközi Szövetsége budapesti ülése idején ragadta el a halál. Nem csak tanítványai, hanem a magyar könyvtáros szakma egésze pótolhatatlan veszteségként élte meg távozását.

## Kitüntetései
Munkássága elismeréseként megkapta a Békéért, a Magyar Köztársasági Érdemérem, a Munka Érdemrend arany fokozatát, a Magyar Népköztársaság Érdemrendjét, a Szocialista Munkáért érdemérmet, a Felszabadulási Érem kitüntetéseket. Szülővárosától, itt élő családjától sohasem szakadt el, ő segítette elő a gimnázium létesítését és a művelődési ház felépítését.

## Emlékezete
Születése 75. évfordulóján Hajdúszoboszló idézte elsőnek emlékét, amikor 1981. június 9-én a városi könyvtár felvette nevét. Helyben emléket állít személyének a Kovács Máté utca, a Kovács Máté-díj Hajdúszoboszló város közszolgálatáért, valamint a születésének századik évfordulója alkalmából rendezett kétnapos konferencia második napján a róla elnevezett művelődési központ és könyvtár falán avatott emléktábla.
1996 óta működik a nevét viselő alapítvány.

## Fontosabb munkái
- A Magyar Enciklopédia előkészítése (Magyar Könyvszemle, 1955)
- A magyar könyvtári törvény alapelvei, célkitűzései és művelődéspolitikai jelentősége (Magyar Könyvszemle, 1956)
- A könyv és könyvtár a magyar társadalom életében (szerk., 1-2., 1963-70)
- Az egyetemi könyvtárosképzés két évtizedes fejlődése és főbb kérdései (1970)